# Morlon Wiley
Pour les articles homonymes, voir Morlon (homonymie) et Wiley.
Morlon David Wiley, né le 24 septembre 1966 à La Nouvelle-Orléans en Louisiane, est un joueur américain de basket-ball ayant notamment évolué en NBA au poste d'arrière.
Après avoir passé sa carrière universitaire dans l'équipe des 49ers de Long Beach State, il a été drafté en 46e position par les Mavericks de Dallas lors de la Draft 1988 de la NBA.